# Флетч
Флетч (англ. Fletch) — американський комедійний фільм 1985 року.

## Сюжет
За однойменним романом Грегорі Макдональда. Ірвін Флетчер — акула пера, шалений репортер, що володіє безпомилковим журналістським нюхом. Його розслідування блискучі, несподівані і обіцяють йому славу, але не убезпечують від неприємностей. Як-то раз, готуючи нарис про торгівлю наркотиками, Флетч натягує лахміття бомжа і вирушає на пошуки інформації. Під час «операції» до нього несподівано звертається пан Алан Стенвік і пропонує вбити його за «скромну» винагороду в 50 тисяч доларів. Стенвік розповідає, що він хворий на рак і жити йому залишилося недовго. У зв'язку з цим він хоче забезпечити своїх рідних, щоб після його смерті вони не бідували. Нібито, якщо Стенвіку «допоможуть» вирушити на той світ, то його дружина одержить значну страховку. Але Флетча не проведеш. Професійне чуття тут же підказує йому, що справа непроста..